# 집게사장
집게사장(영어: Mr. Krabs), 본명 유진 해럴드 크랩(영어: Eugene Harold Krabs)은 만화 네모바지 스폰지밥의 주요 등장인물이다.

## 캐릭터 소개
집게사장은 비키니 시티에 있는 집게리아의 사장이다. 종족은 정확히 밝혀지지 않았으나 게과이다. 스폰지밥과 징징이를 직원으로 두고 있다. 한국판 성우는 故 김관진, 최한이 담당하였다. 가족으로는 양딸인 진주가 있다. 젊은 시절에는 해군이었으며, 전역 이후에는 해적으로 활동했다. 해적 일을 그만둔 이후 폐쇄된 양로원을 인수해 그곳에서 게살버거를 개발하고 패스트푸드 전문점인 집게리아를 창업했으며, 자신의 라이벌이자 숙적인 플랑크톤이 게살버거 비법을 훔쳐갈 것을 염두에 두고 게살버거 비법을 금고에 넣고 철저히 지킨다.

## 성격
집게사장은 이기적인 성격을 가진 등장인물로 작중에서 언급된 바에 따르면 남에게 절대로 호의를 베풀지 않는 지독한 구두쇠이며 돈을 그 무엇보다도 좋아하기 때문에 돈을 벌기 위해서라면 어떠한 행위도 마다하지 않는다. 작중에서 언급된 취미로는 직원 부려먹기, 돈 계산하기, 길거리에 떨어진 돈 줍기, 1달러 지폐 모으기 등이 있다.

## 이력
원래 할아버지가 해적선장이었다. 그래서 할아버지의 해적단을 물려받았지만 집게사장은 노략질이 영 적성에 맞지 않았다. 그런데 선원들 급여는 계속 줘야 해서 매일같이 적자에 시달렸다. 결국 집게사장은 해적단을 해산시키고 해적선을 팔았다. 해적선을 판 돈으로 사온 것이 현재의 집게리아 음식점이다.
미국이 징병제이던 시절 병역의 의무를 이행했었는데 해군 수병이었고 보직은 군수지원함 취사병이었다.

## 다른 캐릭터와의 관계

### 스폰지밥(스폰지송)
같은 직장인, 집게리아에서 일하는 구성원으로, 스폰지밥(스폰지송)의 사장이다. 스폰지밥(스폰지송)을 아끼기도 하지만, 귀찮아 할 때도 있다.

### 징징이(깐깐징어)
같은 집게리아에서 일하는 구성원으로, 징징이(깐깐징어)의 지배자이다. 노예처럼 부려먹으며, 징징이(깐깐징어)를 괴롭힌다.

### 플랑크톤(플랭크톤)
라이벌 관계이며, 사이가 좋지 않다. 게살버거 비법을 플랑크톤으로부터 철저히 지켜나간다. 어렸을 때는 정말 친한 친구였다.

### 진주
같이 사는 양딸. 걱정을 많이 하며, 집게사장(게걸사장)을 귀찮게 생각한다.